# Скирмс, Брайан
Брайан Скирмс (англ. Brian Skyrms; род. 1938) — американский учёный, выдающийся профессор логики и философии науки Калифорнийского университета в Ирвайне и профессор философии Стэнфордского университета.
Занимается исследованиями проблем в области философии науки, теории принятия решений, теории игр и основ теории вероятностей. Недавно изданные книги Эволюция социального договора (англ. Evolution of the Social Contract) и Охота на оленя (англ. The Stag Hunt) посвящены эволюции социальных норм и эволюционной теории игр.
Брайан Скирмс член Американской академии искусств и наук и Национальной академии наук США.

## Основные труды
- Ten Great Ideas about Chance (with Persi Diaconis, Princeton University Press, 2018)
- Signals: Evolution, Learning, and Information, Oxford University Press, 2010
- The Stag Hunt and the Evolution of Social Structure, Cambridge University Press, 2004
- Evolution of the Social Contract, Cambridge University Press, 1996
- The Dynamics of Rational Deliberation, Harvard University Press, 1990
- Pragmatics and Empiricism, Yale University Press, 1984
- Causal Necessity, Yale University Press, 1980
- Choice and Chance: An Introduction to Inductive Logic, Dickenson 1966, 4th ed. Wadsworth 1999. (Translated into German as: Einführung in die induktive Logik, Lang 1989.)